# Calocosmus nuptus
Calocosmus nuptus är en skalbaggsart som beskrevs av Louis Alexandre Auguste Chevrolat 1862. Calocosmus nuptus ingår i släktet Calocosmus och familjen långhorningar.
Artens utbredningsområde är Kuba. Inga underarter finns listade.